# Le Plaisir
Pour l'album d'Alain Chamfort, voir Le Plaisir.
Pour les articles homonymes, voir Plaisir (homonymie).
Pour plus de détails, voir Fiche technique et Distribution.
Le Plaisir est un film français réalisé par Max Ophüls, sorti en 1952. C'est l'adaptation de trois nouvelles de Guy de Maupassant : Le Masque, La Maison Tellier  et Le Modèle.

## Synopsis
Le Masque : La soirée étant bien entamée, la fête au Palais de la danse bat son plein. Un homme portant un masque fait irruption parmi les danseurs. Moins agile, moins vif que les autres danseurs, il s'écroule. Un médecin vient à son chevet, le ramène chez lui, où sa femme l'attend, et lui ôte son masque. Sa femme a l'habitude des frasques de son mari, un homme âgé qui fut coiffeur et la coqueluche des dames du monde en son jeune âge. Toujours prête à lui pardonner, elle explique sa vie au docteur, qui s'en retourne au Palais de la danse. Il vient de rencontrer son double plus âgé.

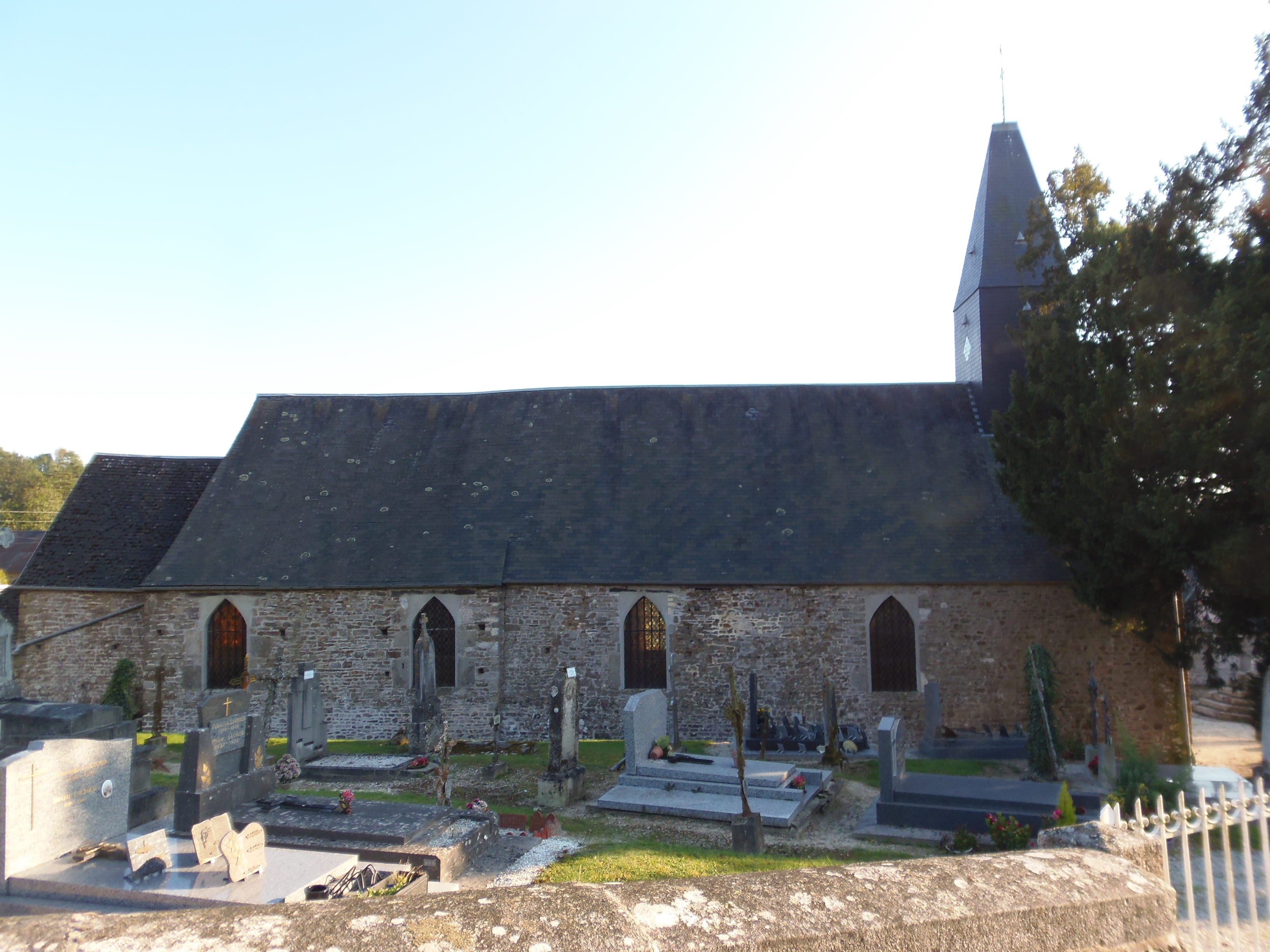
L'église de la première communion de Constance (église de La Chapelle-Engerbold).

La Maison Tellier : Dans le salon Jupiter de la « maison » la plus courue de la ville, Julia Tellier règne parmi ses gracieuses pensionnaires : Mme Rosa, Mme Flora dite « Balançoire », Mme Raphaële, Mme Fernande, Mme Louise dite « Cocote ». Mais un soir les habitués, dépités, trouvent porte close. C'est que Madame et ses pensionnaires sont parties pour un village voisin de Normandie assister à la première communion de Constance, la fille de Joseph Rivet, le frère de Madame. Ces dames font sensation au village où tout le monde ignore la profession de Julia. Pendant la cérémonie, le vertige de la pureté les saisit et elles éclatent en sanglots. L'émoi gagne l'assistance et l'évènement revêt une ampleur inattendue. Dans le village, on parlera longtemps des « dames de la ville ». Un peu saoul, Joseph Rivet fait une piteuse tentative de séduction de Mme Rosa. Sur le chemin du retour, avant de reprendre le train, elles s'arrêtent en chemin pour cueillir des fleurs, dont elles garniront la maison Tellier.
Le Modèle : Un jeune peintre séduit une jeune fille et la prend comme modèle. Ils emménagent d'abord heureux d'être ensemble puis le couple commence à se disputer. Lassé, il ignore ses menaces de désespérée. Elle se défenestre. On les voit à la fin, lui poussant son fauteuil roulant sur une plage. Le malheur les a soudés à jamais. Le film se termine avec l'énigmatique réplique « le bonheur n'est pas gai ».

## Fiche technique
- Titre : Le Plaisir
- Réalisation : Max Ophüls
- Scénario : Jacques Natanson et Max Ophüls, d'après Guy de Maupassant
- Dialogues : Jacques Natanson
- Musique : Joe Hajos, Maurice Yvain et thèmes d'Offenbach et Mozart
- Photographie : Christian Matras pour Le Masque et La Maison Tellier ; Philippe Agostini pour Le Modèle
- Décors : Jean d'Eaubonne
- Costumes : Georges Annenkov
- Son : Jean Rieul, Pierre Calvet
- Cadreurs : Alain Douarinou pour Le Masque et La Maison Tellier ; Walter Wottitz pour Le Modèle, assisté de Jean Lalier
- Montage : Leonide Azar
- Assistants réalisateurs : Jean Valère, Tony Aboyantz
- Photographes de plateau : Roger Forster et Roger Poutrel
- Production : Édouard Harispuru pour Le Masque et La Maison Tellier ; M. Kieffer pour Le Modèle
- Sociétés de production : Sterafilms et C.C.F.C
- Distribution : Columbia Films, Télédis
- Tirage : Laboratoire G.T.C
- Enregistrement son : Western Electric
- Pays d'origine :  France
- Format : Noir et blanc - 35 mm - 1,37:1 - Mono
- Genre : Comédie dramatique
- Durée : 97 minutes
- Date de sortie : France, 14 février 1952 à Fécamp (Palace) ; 29 février 1952 à Paris.
- Affiche : Boris Grinsson, René Péron (France)

## Distribution

### Le Masque
- Claude Dauphin : le docteur
- Gaby Morlay : Denise, la femme d'Ambroise
- Paul Azaïs : le patron du bal
- Gaby Bruyère : Frimousse, la danseuse
- Jean Galland : Ambroise, le masque
- Michel Vadet : le marin
- Janine Viénot : la poule du docteur

### La Maison Tellier
- Madeleine Renaud : Julia Tellier
- Ginette Leclerc : Madame Flora dite Balançoire
- Mila Parély : Madame Raphaële
- Danielle Darrieux : Madame Rosa
- Paulette Dubost : Madame Fernande
- Mathilde Casadesus : Madame Louise dite Cocote
- Pierre Brasseur : Julien Ledentu, le commis-voyageur
- Jean Gabin : Joseph Rivet
- Amédée : Frédéric, le serveur
- Antoine Balpêtré : Monsieur Poulin, l'ancien maire
- René Blancard : le maire
- Henri Crémieux : Monsieur Pimpesse, le percepteur
- Arthur Devère : le contrôleur du train
- Jocelyne Jany : la petite Constance Rivet
- Robert Lombard : Monsieur Philippe, le fils du banquier
- Héléna Manson : Marie Rivet
- Marcel Pérès : Monsieur Duvert, l'armateur
- Jean Meyer : Monsieur Dupuis, l'assureur
- Louis Seigner : Monsieur Tournevau, le saleur de poisson
- Michel Vadet : le marin
- Charles Vissières : le vieux Normand dans le train
- Raymond Rognoni : le curé

### Le Modèle
- Jean Servais : L'ami de Jean / La voix de Maupassant
- Daniel Gélin : Jean, le peintre
- Simone Simon : Joséphine, le modèle

## Autour du film

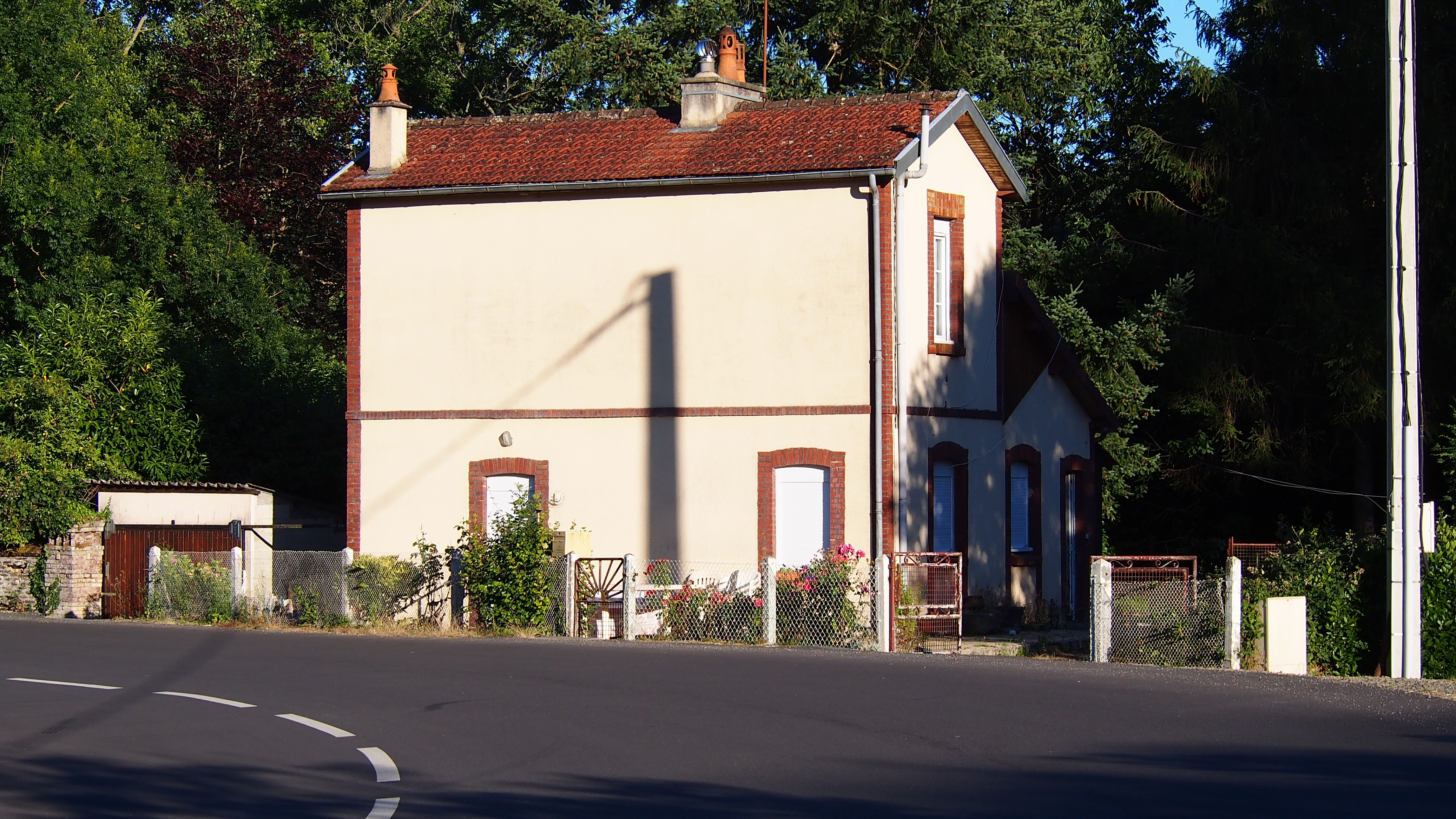
La gare de Cahan a servi de décor pour l'arrivée des dames de la maison Tellier au village de la communion.

- À l'origine, la troisième séquence devait être une adaptation de La Femme de Paul. Elle fut abandonnée en faveur de Le Modèle pour des raisons de budget, mais sans changer les deux acteurs principaux.
- Le tournage a eu lieu en 1951, dans les studios Franstudio de Boulogne, dans les studios Éclair à Épinay-sur-Seine et les studios de Joinville-le-Pont. Les extérieurs ont été filmés en Normandie dans les environs de Pontécoulant, la scène de la communion est filmée autour de l'église de La Chapelle-Engerbold (Calvados) et à Trouville-sur-mer, du 7 juin au 18 août, puis du 15 octobre au 10 novembre 1951.

## Commentaires
« Si l'on devait ne retenir qu'un plan dans toute la cinématographie française, si riche en cadeaux de toutes sortes, ce serait celui où, dans un pré orné de fleurs artificielles, après le chant des pensionnaires de la Maison Tellier (« Combien je regrette… »), Darrieux répond à Gabin, s'excusant d'avoir été « un peu chaud », ce « merci » qui exprime par la voix, le retour à la dignité ; par l'attitude, l'aveu d'un amour impossible. Au risque d'être partial, je dirai que ce moment de cinéma pur justifie à lui seul que les frères Lumière aient un jour découvert le mouvement des images. »

— Paul Vecchiali, « Hommage à Danielle Darrieux », La Cinémathèque Française
- Le Plaisir est l'un des films favoris de Stanley Kubrick[2] qui s'en inspire pour la précision de la reconstitution historique dans Barry Lyndon (1975) et la direction artistique soignée dans Eyes Wide Shut (1999).
- Le Plaisir est cité dans la série de Bertrand Tavernier Voyage à travers le cinéma français dans l'épisode 1 - Mes cinéastes de chevet partie 1 -

## Distinctions
- Oscar du cinéma 1952 : Nomination meilleure direction artistique